# Emam-Ali Habibi
Emam-Ali Habibi Goudarzi (persiska: امامعلی حبیبی گودرزی), född 27 maj 1931 i Babol i Mazandaran i Persien, är en iransk före detta brottare. Han vann en guldmedalj i lättviktsklassen i fristil vid olympiska sommarspelen 1956 och vid olympiska sommarspelen 1960 kom han på en fjärdeplats i welterviktsklassen. Han vann också tre guldmedaljer vid världsmästerskapen 1959, 1961 och 1962 samt en guldmedalj vid Asiatiska spelen i Tokyo 1958. Habibi blev invald i Internationella brottningsförbundets Hall of Fame 2007.